# The Last Farewell
"The Last Farewell" is een nummer van de Britse folkzanger Roger Whittaker uit 1971.
Whittaker presenteerde in 1971 een radioprogramma in het Verenigd Koninkrijk, waar hij zelf ook optrad met ondersteuning van een band onder leiding van Zack Lawrence van Mr. Bloe. Onderdeel van het programma was dat luisteraars een gedicht in konden sturen welke vervolgens door Whittaker op muziek gezet werd. Naar eigen zeggen kreeg Whittaker een miljoen inzendingen. Een half jaar lang werd wekelijks een gedicht op muziek gezet en uitgevoerd.
Ron Webster uit Birmingham stuurde Whittaker zijn gedicht getiteld "The Last Farewell" en dit werd een van de selecties om in het radioprogramma te verschijnen. Het werd opgenomen en stond vervolgens op Whittakers album New World in the Morning uit 1971. 
Nadat de vrouw van de directeur van een radiostation in Atlanta in 1975 het nummer op de Britse radio hoorde, vroeg ze haar man het ook op de Amerikaanse radio te draaien. Nadat hij het een paar keer had gespeeld kreeg het nummer momentum. Kort daarna stond "The Last Farewell" in de hitlijsten. De single bereikte de Top 20 van de Billboard Hot 100. Het ging ook naar nummer 1 in de Adult Contemporary Chart.
Het Amerikaanse succes zorgde ook dat de single in andere landen uitgebracht werd. In de UK Singles Chart bereikte het de tweede plek, en werd het van de toppositie gehouden door Rod Stewarts "Sailing". "The Last Farewell" behaalde de eerste plek in elf landen en verkocht wereldwijd zo'n elf miljoen exemplaren.
Het nummer is sindsdien door veel artiesten gecoverd. De bekendste cover is die van Elvis Presley uit 1976. Dit werd in 1984 postuum als single uitgebracht en bereikte de 48e plek in het Verenigd Koninkrijk.

## NPO Radio 2 Top 2000
| Nummer met noteringen in de NPO Radio 2 Top 2000 | '99  | '00 | '01  | '02-'04 | '05  | '06  |
| ------------------------------------------------ | ---- | --- | ---- | ------- | ---- | ---- |
| The Last Farewell                                | 1464 | -   | 1831 | -       | 1885 | 1908 |

1. ↑  Een '-' betekent dat het nummer niet was genoteerd en een vetgedrukt getal geeft de hoogste notering aan.
2. ↑  Deze tabel is bijgewerkt tot en met de laatste editie (2024).

## Evergreen Top 1000
| Evergreen Top 1000 | Evergreen Top 1000 | Evergreen Top 1000 | Evergreen Top 1000 | Evergreen Top 1000 | Evergreen Top 1000 | Evergreen Top 1000 | Evergreen Top 1000 | Evergreen Top 1000 | Evergreen Top 1000 | Evergreen Top 1000 | Evergreen Top 1000 | Evergreen Top 1000 | Evergreen Top 1000 | Evergreen Top 1000 | Evergreen Top 1000 | Evergreen Top 1000 |
| Jaar               | 2008               | 2009               | 2010               | 2011               | 2012               | 2013               | 2014               | 2015               | 2016               | 2017               | 2018               | 2019               | 2020               | 2021               | 2022               | 2023               |
| ------------------ | ------------------ | ------------------ | ------------------ | ------------------ | ------------------ | ------------------ | ------------------ | ------------------ | ------------------ | ------------------ | ------------------ | ------------------ | ------------------ | ------------------ | ------------------ | ------------------ |
| Positie            | 489                | 888                | 878                | 878                | 813                | 149                | 462                | 385                | 465                | 465                | 511                | 466                | 584                | 468                | 318                | 192                |